# Brève d'Angola
Pitta angolensis
Espèce
Statut de conservation UICN

 LC  : Préoccupation mineure
La Brève d'Angola (Pitta angolensis) est une espèce de passereau appartenant à la famille des Pittidae.

## Sous-espèces

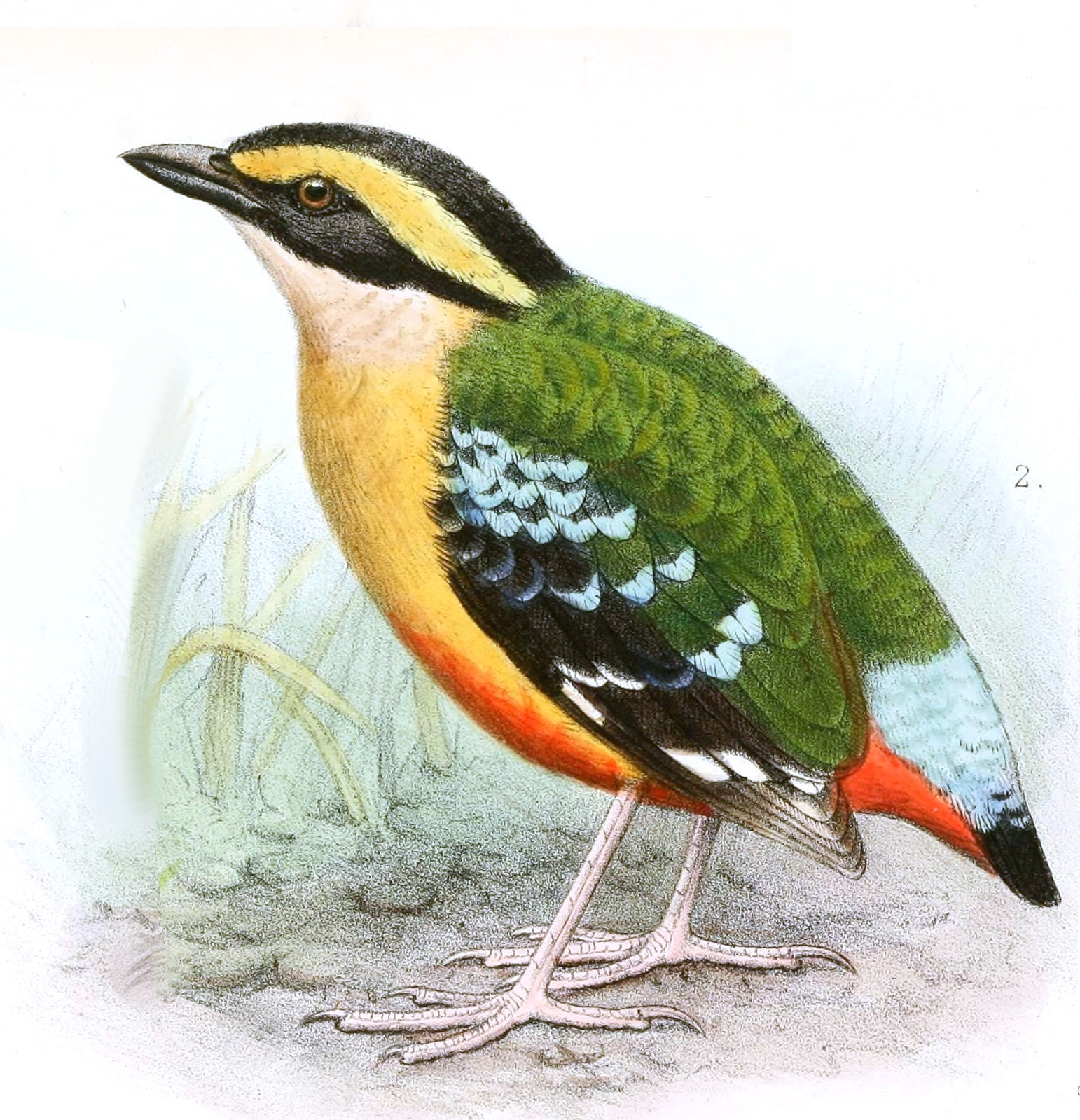

D'après Alan P. Peterson, cette espèce est constituée des sous-espèces suivantes :
- Pitta angolensis angolensis Vieillot 1816 ;
- Pitta angolensis longipennis Reichenow 1901 ;
- Pitta angolensis pulih Fraser 1843.